# Славно (Щецинецький повіт)
Славно (пол. Sławno) — село в Польщі, у гміні Ґжмьонца Щецинецького повіту Західнопоморського воєводства.